# Kancsár Ferenc
Kancsár Ferenc ( Dabas, 1995. február 21.–) gokart-versenyző és csapattulajdonos.

## Életpályája
Tanulmányait szülőhelyén, a dabasi Táncsics Mihály Gimnáziumban, illetve Győrben a Széchenyi Egyetemen, logiszika szakon végezte. 
Gokartos pályafutását 6 évesen kezdte. Első gokartos bajnoki címét 2006-ban szerezte meg a Gokart Országos Bajnokságon, gyermek kategóriában. 2008- 2009-ben Rotax Junior, 2012-ben Rotax Max kategóriában lett bajnok.
2015-ben a kétsebességes Rotax DD2-essel lett világbajnok, 2016-ban megvédte címét.
2016-ban a gokart szakújságírók Európa legjobb gokartversenyzőjének választották. 2017-ben az Amerikai Egyesült Államokban is bajnoki címet szerzett ROTAX MAX DD2 kategóriában. 2017-ben megalapította saját csapatát, a Kancsár Racinget és az MS Kart magyar beszállítója lett.

## Eredményei
| 2016 | Rotax világbajnokság                   | Rotax DD2                 | 1.hely  |
| 2015 | Rotax világbajnokság                   | Rotax DD2                 | 1.hely  |
| 2012 | Gokart Országos Bajnokság              | Rotax Max                 | 1. hely |
| 2009 | Gokart Országos Bajnokság              | Rotax Max                 | 8. hely |
| 2009 | Gokart Országos Bajnokság              | Rotax Junior              | 1. hely |
| 2008 | Gokart Országos Bajnokság (MNASZ-MGSZ) | Rotax Junior              | 1. hely |
| 2007 | Gokart Országos Bajnokság (MNASZ-MGSZ) | Rotax Junior              | 2. hely |
| 2007 | Gokart Országos Bajnokság (MNASZ)      | Intercontinental A Junior | 2. hely |
| 2006 | Gokart Országos Bajnokság              | Gyermek                   | 1. hely |
| 2005 | Gokart Országos Bajnokság              | Gyermek                   | 5. hely |
| 2004 | Gokart Országos Bajnokság              | Gyermek                   | 2. hely |